# Kønsdiskrimination
Kønsdiskrimination er alle forskelsbehandlinger der tildeler eller berøver en person fordele, muligheder eller status på baggrund af dennes køn.
Ligestillingsarbejdet er delt i to instanser:
1. Transportministeriet: Varetager de politiske og administrative opgaver inden for ligestillingsområdet (pr.  2022)
2. Ligebehandlingsnævnet: Klagenævn for sager om kønsdiskrimination

Bekendtgørelse af lov om ligebehandling af mænd og kvinder med hensyn til beskæftigelse m.v. (Ligebehandlingsloven) og Bekendtgørelse af lov om ligestilling af kvinder og mænd (Ligestillingsloven) vedrører beskyttelse imod diskrimination på grund af køn herunder også i forbindelse med barsel.